# Emmy Hennings
Emma María Cardsen, conocida como Emmy Hennings (Flensburgo, 17 de enero de 1885-Sorengo-Lugano, 10 de agosto de 1948)  fue una escritora (poetisa y novelista) y performer alemana, cofundadora y participante del grupo original Cabaret Voltaire que dio origen al movimiento Dadá en Zúrich.

## Biografía
Emmy Hennings provenía de una familia humilde, luego diría que era "hija de un marinero". Al parecer, su padre era pescador y su madre carecía de profesión remunerada. A pesar de la escasa formación que su familia podía facilitarle, desde adolescente Hennings destacó por su vocación artística. Mostró interés por estudiar arte dramático y una idea clara de que la poesía debía ser acción y acto, intuyendo, con ello, el concepto y la idea de performer.
Hennings tuvo una vida itinerante y azarosa, repleta de aventuras, que incluyeron el ejercicio de la prostitución durante un tiempo y su paso por la cárcel. Reflejo de esta experiencia en prisión será su novela autobiográfica Cárcel.
En 1913 conoció al famoso poeta dadaísta Hugo Ball, con el que acabaría casándose en 1920. Aunque no tuvieron hijos juntos, ella había tenido una hija llamada Annemarie de un breve matrimonio anterior con un actor aficionado. Antes de esta fecha, es poca la información que se tiene sobre ella. En todo caso presentaba ya un perfil de artista multidisciplinar. Se sabe que su obra poética había visto la luz en revistas de izquierdas y que había publicado una colección de poemas breves titulados Eter. También en esta época aparece como artista del Cabaret Simplizissimus de Múnich.
Al poco de conocer a Ball, lanzó, junto con este y el poeta expresionista alemán, Hans Leybold, la revista Revolución. Más tarde, al lado de Ball fundó el Cabaret Voltaire en Zúrich, desde donde dieron origen al movimiento de la vanguardia histórica Dadá en Zúrich. Hennings fue, además de cofundadora, la gran estrella del Cabaret Voltaire. El joven corresponsal socialista Julio Álvarez del Vayo, que estuvo allí, la describe en su novela en clave La senda roja (1928) de esta manera:
«Dominaba todas las formas del cuplé e igual conseguía un efecto banal que una resonancia dramática. Su voz, aniñada de ordinario, tenía un poder comunicativo inusitado. Cuanto hubiese de humano en el auditorio salía a la superficie al conjuro de su arte, lo mismo la lujuria que el ansia de justicia. Cada cual encontraba en ella la verdad que buscaba. Y es que, desde muy chica, había ido incesantemente tras de algo, sin razón concreta. haciendo suyos los dolores, desfallecimientos y vicios de los otros».
En el cabaret, Hennings era una de las principales atracciones. Su largo repertorio comprendía canciones populares danesas, parisinas y berlinesas, baladas chinas, cantos folklóricos y sus propios poemas y los escritos por otros dadaístas. El carisma de Hennings como intérprete y su antigua experiencia como cabaretera contribuyeron al éxito de la empresa. Destacó en especial su papel en el estreno en Alemania de la obra del escritor ruso Leonid Andréiev y en el de la obra escrita por Ball Krippenspiel. 
En sus poemas, Hennings recurría a temas propios del expresionismo como la soledad, el éxtasis, la cautividad, la enfermedad y la muerte. Pudo reflexionar sobre sus experiencias: las prisiones, los hospitales, los cabarets y las calles, pero también sobre sus aflicciones - la prostitución y la toxicomanía - de las que tanto le costaba huir. Muchos de sus poemas que no son estrictamente dadaístas en forma o contenido fueron publicados en las revistas dadá. Durante el periodo de la Galería dadá (1917), Ball se consagró a su carrera de escritor y finalmente Hennings y Ball abandonaron el movimiento y, de hecho, Zúrich, para irse a vivir al pueblo de Agnuzzo en el cantón del Tesino (Suiza). Allí se hicieron amigos de Hermann Hesse.
En 1920 Hennings y Ball se convirtieron al catolicismo, fe en el que el matrimonio invirtió mucho tiempo. Tras la muerte de su marido el 14 de septiembre de 1927, Emmy Hennings se empleó en hacer conocer una obra original y una figura compleja en la encrucijada de numerosos caminos intelectuales y prefirió guardar la mayor parte del trabajo creativo producido durante su larga carrera como miembro de los círculos intelectuales de Múnich y de la vanguardia de Zúrich, ya que sería igualmente revelador de una larga carrera de toxicómana y prostituta, ya que antes de su conversión promovió frecuentemente el amor libre, la anarquía y la revolución social, y pasó numerosos periodos en prisión, al menos una vez por producir pasaportes falsos. Falleció el 10 de agosto de 1948 en una clínica en Sorengo, Suiza y fue enterrada en Gentilino, en el cantón de Tesino junto a su marido.
Hennings fue una figura tan indiscutible como, con posterioridad, olvidada, cuando no reducida a la categoría de musa. Como señalan Fernando González Viñas y José Lázaro, autores de la novela gráfica sobre Hennings El ángel dadá, esta era la mayoría de las veces la etiqueta que se otorgaba a las mujeres que eran la vanguardia cultural de la época. Ella -señalan- fue mucho más que la musa de unos cuantos poetas, expresionistas y dadaístas. Fue toda una artista polifacética: cantante de cabaret, poeta, novelista, actriz, bailarina, marionetista. Según González Viñas, "era un referente para los literatos de su generación, que le dedicaban poemas y la admiraban como a una Juana de Arco” pero, además, participó de manera activa contribuyendo con su obra a toda esa creatividad.

## Obra escrita
Emmy Hennings escribe su primera obra poética entre los años 1913 y 1916. En 1919 ve la luz la novela Cárcel, un texto autobiográfico que relata su paso por la cárcel. La obra recibe el elogio unánime de la crítica alemana y de los artistas dadaístas y expresionistas de la época. Más recientemente, Hermann Hesse escribió sobre la novela: "es uno de los libros más sinceros y conmovedores de nuestro tiempo, un milagro de libro". Por su parte, Rudolf Wolf emparentó la obra con "Hambre" de Hamsun y Paul Baudisch con "el espíritu de Dostoievski". 
El editor David González Romero que ha traducido la obra de Hennings al español destaca el "estilo totalmente desacostumbrado en su época y ciertas formas desapasionadas que prefiguran la narración existencialista". Señala, así mismo, lo extraño de que tanto esta obra como la vida de su autora, la cual "desarrolló un periplo creativo muy singular en el seno de la cultura expresionista alemana asociada a los cabarés", haya quedado en el olvido.
En el 2017 Fernando González Viñas y José Lázaro realizan la novela gráfica El ángel dadá sobre la vida de Emmy Hennings. Un año después, González Viñas traduce al español en un mismo volumen la novela autobiográfica Cárcel y una antología de poemas, bajo el título Estrofas del éter, en la editorial El Paseo. Dos años más tarde, se suma al catálogo de la misma editorial la novela El estigma, una especie de diario autoficcional narrado por Dagny, una muchacha autodestructiva que trata de sobrevivir en Alemania. 

## Obra
- Die letzte Freude, 1913 (poemas)
- Gefängnis, 1919 (novela), traducida al español como Cárcel (2017, El Paseo Editorial)
- Das Brandmal. Ein Tagebuch, 1920 (novela), traducida al español como El estigma (2019, El Paseo Editorial)
- Helle Nacht, 1922 (poemas)
- Das ewige Lied, 1923 (prosas)
- Der Gang zur Liebe. Ein Buch von Städen, Kirchen und Heiligen, 1926 (prosas)

## Sobre la autora
- González Viñas, Fernando & Lázaro, José (2017): El Ángel Dadá. Venturas y Desventuras de Emmy Ball-Hennings, creadora del Cabaret Voltaire. Sevilla: El Paseo Editorial. ISBN 978-84-947404-2-8